# 電子国土
電子国土（でんしこくど）とは、国土地理院が1999年ごろに提唱した概念であり、現実の国土の電子版（サイバースペース）を指す。
電子国土では、縮尺の概念がなく、複数のデータセットがコンピュータネットワークを通して繋がることを想定している。
国土交通大臣が測量法の規定により定めなければならないとされている、基本測量長期計画の直近の計画である第6次基本測量長期計画 においては、この理念を踏まえ、『行政機関が所有する地理情報を始め、過去から現在及び将来にわたるあらゆる地理情報を、いつでも、どこでも、だれでも容易に共有できる環境を構築することが必要である』と謳っている。
なお、この「電子国土」という言葉自体は、関連する「CYBERJAPAN/サイバージャパン」と併せ、国土地理院によって商標登録（電子国土：第4762045号、CYBERJAPAN/サイバージャパン：第4767455号）がなされている。

## 地理院地図
場所・位置に関する様々な情報の提供者と利用者を繋ぎ、当該情報を相互に利用しあう場として、電子国土事務局が2003年7月にインターネット上に開設した“電子国土の入り口”の一つである「電子国土ポータル」 を開設したが、2013年10月30日より「地理院地図」となった。2016年5月12日、旧地理院地図・電子国土Webドメイン cyberjapan.jp が平成30年度に廃止されることが国土地理院公式ウェブサイト上で告知された。
地理院地図では、誰もが自由に利活用できる場所・位置に関する情報（重ね合わせ情報）を登録・検索できる機能を提供している。
また、現在国土地理院からは、電子国土の理念を具現化するツールの一つとして「電子国土Webシステム」が国土地理院技術資料 (E1-No.311) として無償提供されているほか、“情報提供者の一機関”として、場所・位置に関する様々な情報発信のために誰もが無償で利活用可能な、全国の2万5千分1地形図に相当する背景地図情報を常時配信している。このほか、さらに縮尺レベルの大きい背景地図情報として、地理空間情報活用推進基本法に規定する基盤地図情報や、電子国土の理念に賛同した地方公共団体等から預かり受けた、都市計画基図（都市計画法（昭和43年法律第100号）第6条に規定する基礎調査を行うに当たって必要となる基図）や砂防基盤図（土砂災害警戒区域等における土砂災害防止対策の推進に関する法律（平成12年法律第57号）第4条第1項に規定する基礎調査を行うに当たって必要となる基図）の大縮尺ディジタルマッピングデータ等が常時配信されている。このうち、2万5千分1地形図に相当する背景地図情報については、国土地理院からSVG形式でも配信され、パソコンのみでなく広範なメディア上で活用する方法やアイデアを提案して広く社会実験に供する試みが実施されている。
さらに、地籍調査においては、「数値地籍情報の記録形式等について（平成14年3月14日付け国土国第595号 国土交通省土地・水資源局国土調査課長通知）」に基づき、 “地籍フォーマット2000”に準拠して調査成果のファイル格納がされているところであるが、これらのファイルのうち毎筆の土地の幾何形状の情報について、電子国土Webシステムにより閲覧できる形式に変換し、その結果を直ちに閲覧・確認できるツールサイト「地籍フォーマット 2000 → 電子国土コンバータ」を用意している。

## 電子国土事務局
電子国土に関する共通の規約/仕様の決定や、電子国土の普及促進のために国土地理院が中心となって設立した組織であり、現時点では国土地理院が運営している。

## 電子国土サイト
電子国土Webシステムの機能を用いてインターネット上で利活用できるように構築された、場所・位置に関する様々な情報を発信しているウェブサイト。
通常は電子国土サイトの閲覧者がウェブブラウザを通じてその場で発信している情報を確認できるように、人間が可読なウェブページを付随させることが多いが、情報の発信それ自体はHTTPでアクセスできるURIを明示すれば足りるので、機械可読性のみが措置されたウェブサイト構築も可能であり、そのようなウェブサイトも広義の意味で電子国土サイトと呼ぶことができる。
主な電子国土サイトのリストは、電子国土ポータルの「電子国土サイト一覧」から参照することができる。国土交通省が推進している「国土交通地理空間情報プラットフォーム」も電子国土サイトの一つとして構築が検討されている。

## 廃止されたサービス

### 電子国土Webシステム
電子国土の理念を具現化するツールの一つとして、国土地理院から無償提供されていたソフトウェア。ActiveXコントロールを用いたウェブブラウザのプラグインとしてインストールされる。このソフトウェアは、「地図記号発生型・トポロジ暗示型データによる地図情報システム」（特許第3702444号）に基づく技術を用いて構成されている。すなわち、サーバから配信される唯一の地理情報から、クライアント側において異なる地図表現がなされた地図情報を生成できる機能を有している。実際この機能を用いて、触地図の原稿となるべき情報を国土地理院から配信されてきた背景地図情報から自動的に生成するソフトウェア「触地図原稿作成システム」を国土地理院から試験的に提供している。
電子国土Webシステムのもう一つの特徴的な機能として、地理的・ネットワーク的に分散した複数の電子国土サイトから重ね合わせ情報を取得し、クライアント側で動的に当該情報を参照することが可能である点が挙げられる。また重ね合わせ情報は静的に存在している必要はなく、その都度CGIなどで動的に生成したものを参照することも可能である。
電子国土ポータル開設当初は、電子国土Webシステム周辺の関連技術情報の提供は、試験運用という位置付けで行政機関、教育機関、NPO等に限られていたが、2006年6月末には本運用とし、民間企業や個人でも自由に技術情報を参照できるようになった。
また国土地理院では、2008年6月から、プラグインを必要とせずWebブラウザの機能のみで電子国土にアクセスすることができる、電子国土Webシステムの非プラグイン版の公開を実施している。国土地理院が2014年3月31日まで運営していた地図閲覧サービス（ウォッちず） は、この機構を利用したサイトの典型例であった。